# Mobipocket
Mobipocket SA é uma empresa francesa constituída em março de 2000, que produz o software Mobipocket Reader, um leitor de e-book para alguns PDAs, telefones e sistemas operacionais de desktop.
O pacote de software Mobipocket é gratuito e consiste de publicação e várias ferramentas de leitura para PDA, smartphones, telefones celulares e e-book (dispositivos Symbian, Windows Mobile, Palm OS, webOS, Java ME, BlackBerry, Psion, Kindle e iLiad).